# Lista de canções número um na Brasil Hot 100 Airplay em 2016
Esta é uma lista de canções que atingiram o número um da tabela musical Brasil Hot 100 Airplay em 2016. A lista é publicada semanalmente pela revista Billboard Brasil, que divulga as cem faixas mais executadas nas estações de rádios do país a partir de dados recolhidos pela empresa Crowley Broadcast Analysis. As músicas, de repertório nacional e internacional e de variados gêneros, são avaliadas através da grade da companhia supracitada, que compreende as cidades de São Paulo, Rio de Janeiro, Campinas, Ribeirão Preto, Brasília, Belo Horizonte, Curitiba, Porto Alegre, Recife, Salvador, Florianópolis, Fortaleza, Goiânia, Campo Grande, Cuiabá e as mesorregiões do Triângulo Mineiro, Vale do Paraíba e Litoral Paulista.

## Histórico
| † | Indica o single mais executado de 2016. |

| Data            | Canção                        | Artista                                     | Ref.   |
| --------------- | ----------------------------- | ------------------------------------------- | ------ |
| 4 de janeiro    | "Chuva de Arroz"              | Luan Santana                                | [ 1 ]  |
| 11 de janeiro   | "Chuva de Arroz"              | Luan Santana                                | [ 2 ]  |
| 18 de janeiro   | "Chuva de Arroz"              | Luan Santana                                | [ 3 ]  |
| 26 de janeiro   | "Esqueci Você"                | Henrique & Diego                            | [ 4 ]  |
| 1 de fevereiro  | "Chuva de Arroz"              | Luan Santana                                | [ 5 ]  |
| 8 de fevereiro  | "Não Me Toca"                 | Zé Felipe part. Ludmilla                    | [ 6 ]  |
| 15 de fevereiro | "Esqueci Você"                | Henrique & Diego                            | [ 7 ]  |
| 22 de fevereiro | "Romântico Anônimo"           | Marcos & Belutti part. Fernando Zor         | [ 8 ]  |
| 29 de fevereiro | "Romântico Anônimo"           | Marcos & Belutti part. Fernando Zor         | [ 9 ]  |
| 7 de março      | "Romântico Anônimo"           | Marcos & Belutti part. Fernando Zor         | [ 10 ] |
| 12 de março     | "Vai Me Perdoando"            | Victor & Leo                                | [ 11 ] |
| 19 de março     | "Romântico Anônimo"           | Marcos & Belutti part. Fernando Zor         | [ 12 ] |
| 26 de março     | "Romântico Anônimo"           | Marcos & Belutti part. Fernando Zor         | [ 13 ] |
| 2 de abril      | "Romântico Anônimo"           | Marcos & Belutti part. Fernando Zor         | [ 14 ] |
| 9 de abril      | "Romântico Anônimo"           | Marcos & Belutti part. Fernando Zor         | [ 15 ] |
| 16 de abril     | "Romântico Anônimo"           | Marcos & Belutti part. Fernando Zor         | [ 15 ] |
| 23 de abril     | "Romântico Anônimo"           | Marcos & Belutti part. Fernando Zor         | [ 15 ] |
| 2 de maio       | "Romântico Anônimo"           | Marcos & Belutti part. Fernando Zor         | [ 15 ] |
| 9 de maio       | "Pra Ter Você Aqui"           | Thaeme & Thiago                             | [ 16 ] |
| 16 de maio      | "Romântico Anônimo"           | Marcos & Belutti part. Fernando Zor         | [ 17 ] |
| 23 de maio      | "Que Pena Que Acabou"         | Gusttavo Lima                               | [ 18 ] |
| 30 de maio      | "Que Pena Que Acabou"         | Gusttavo Lima                               | [ 19 ] |
| 6 de junho      | "Que Pena Que Acabou"         | Gusttavo Lima                               | [ 20 ] |
| 13 de junho     | "40 Graus de Amor"            | Bruno & Barretto                            | [ 21 ] |
| 20 de junho     | "Medo Bobo"                   | Maiara & Maraisa                            | [ 22 ] |
| 27 de junho     | "Que Pena Que Acabou"         | Gusttavo Lima                               | [ 23 ] |
| 4 de julho      | "Que Pena Que Acabou"         | Gusttavo Lima                               | [ 24 ] |
| 11 de julho     | "Pra Ter Você Aqui"           | Thaeme & Thiago                             |        |
| 18 de julho     | "Medo Bobo"                   | Maiara & Maraisa                            | [ 25 ] |
| 25 de julho     | "Medo Bobo"                   | Maiara & Maraisa                            |        |
| 1 de agosto     | "Medo Bobo"                   | Maiara & Maraisa                            |        |
| 8 de agosto     | "Medo Bobo"                   | Maiara & Maraisa                            |        |
| 15 de agosto    | "Medo Bobo"                   | Maiara & Maraisa                            | [ 26 ] |
| 22 de agosto    | "Medo Bobo"                   | Maiara & Maraisa                            | [ 27 ] |
| 29 de agosto    | "Só Não Deixa Eu Tomar Birra" | Lucas Lucco                                 | [ 28 ] |
| 5 de setembro   | "126 Cabides"                 | Simone & Simaria                            | [ 29 ] |
| 12 de setembro  | "Eu, Você, o Mar e Ela"       | Luan Santana                                | [ 30 ] |
| 19 de setembro  | "Tô Pouco Me Lixando"         | Bruno & Barretto part. Conrado & Aleksandro | [ 31 ] |
| 26 de setembro  | "E Essa Boca Aí?"             | Bruninho & Davi part. Luan Santana          | [ 32 ] |
| 3 de outubro    | "Tô Pouco Me Lixando"         | Bruno & Barretto part. Conrado & Aleksandro | [ 33 ] |
| 10 de outubro   | "Eu Sei de Cor"               | Marília Mendonça                            | [ 34 ] |
| 17 de outubro   | "Tão Feliz"                   | Marcos & Belutti                            | [ 35 ] |
| 24 de outubro   | "Homem de Família"            | Gusttavo Lima                               | [ 36 ] |
| 31 de outubro   | "Eu Sei de Cor"               | Marília Mendonça                            | [ 37 ] |
| 7 de novembro   | "Eu Sei de Cor"               | Marília Mendonça                            | [ 38 ] |
| 14 de novembro  | "Você Faz Falta Aqui"         | Maiara & Maraisa                            | [ 39 ] |
| 21 de novembro  | "Eu Sei de Cor"               | Marília Mendonça                            | [ 40 ] |
| 28 de novembro  | "Eu Sei de Cor"               | Marília Mendonça                            | [ 41 ] |
| 5 de dezembro   | "Homem de Família"            | Gusttavo Lima                               | [ 42 ] |
| 12 de dezembro  | "Dia, Lugar e Hora"           | Luan Santana                                | [ 43 ] |
| 19 de dezembro  | "Malbec"                      | Henrique & Diego part. Dennis DJ            | [ 44 ] |
| 26 de dezembro  | "Impressionando os Anjos"     | Gustavo Mioto                               | [ 45 ] |